# Horní Pěna
Horní Pěna (en allemand : Oberbaumgarten) est une commune du district de Jindřichův Hradec, dans la région de Bohême-du-Sud, en Tchéquie. Sa population s'élevait à 597 habitants en 2020.

## Géographie
Horní Pěna se trouve à 6 km au sud-est du centre de Jindřichův Hradec, à 44 km à l'est-nord-est de České Budějovice et à 117 km au sud-sud-est de Prague.
La commune est limitée par Jindřichův Hradec et Dolní Pěna au nord, par Hospříz et Kačlehy à l'est, par Číměř au sud et par Dolní Žďár à l'ouest.

## Histoire
La première mention écrite du village date de 1359.

## Source
- (cs) Cet article est partiellement ou en totalité issu de l’article de Wikipédia en tchèque intitulé « Horní Pěna » (voir la liste des auteurs).